# ドゥインゲン
ドゥインゲン（ドイツ語: Duingen, ドイツ語発音: [ˈdʊɪŋən]、オストファーレン方言では Daujen、発音は [ˈdaʊʒən] である）は、ドイツ連邦共和国ニーダーザクセン州ヒルデスハイム郡に属すフレッケン（比較的大きな町村、以下本項では便宜上「町」と記述する）である。

## 地理

### 位置
ドゥインゲンは、ヴェーザーベルクラント・シャウムブルク＝ハーメルン自然公園のやや東、イート、テュスター・ベルク、ドィンガー・ベルクの間にあるライネベルクラントに位置している。近くにライネ川南西の支流であるザーレ川の水源がある。多くの遊歩道や自転車道がドゥインガー・ヴァルト（ドゥインゲンの森）を抜けてドゥインガー・ゼーンプラッテ（ドゥインゲン湖沼地）へ通じている。ドゥインガー・ゼーンプラッテにはブルーフ湖、フンボルト湖、エンテン池、ヴァインベルガー湖がある。

### フレッケンの構成
フレッケン・ドゥインゲンは、以下のオルツタイル（地区）から構成されている。人口は2024年12月31日現在の数値である。
- カペレンハーゲン（人口: 153人）
- コッペングラーフェ（人口: 658人）
- ドゥインゲン中核地区（人口: 2,652人）
- フェルツィーハウゼン（人口: 74人）
- ホーヤースハウゼン（人口: 209人）
- リュプブレヒトゼン（人口: 163人）
- マリエンハーゲン（人口: 780人）
- ロット（人口: 97人）
- ヴェーンツェン（人口: 377人）

## 歴史
ドゥインゲンは、826年から876年までの間に Duthungun という表記で初めて記録されている。この地名は、接尾辞の -ung または -unga が意味不明の基本語である *duð/þ-（おそらく植物名であると推測される）についたものである。地名表記の歴史上のヴァリアントには、Dudingen、Tuingoburg、Dujen などがある。
948年4月にザクセン公で東フランク国王、後にローマ＝ドイツ王となるオットー1世がドゥインゲンに滞在した。
1233年頃「ドゥインゲン騎士家」が「ティネ」と呼ばれる館に住んでいた。「ティネ」はアルフェルダー・ヴェーク沿いにあるドゥインゲンで最も古い館である。1642年にヒルテンヴァーク1番地にヒルテンハウス（直訳: 羊飼いの家）が建設された。この頃のドゥインゲンの人口は約800人であった。最初の風車は、1661年にヴィントミューレンヴェーク沿いに建設された。この風車は1742年に倒壊し、新たに建て直された。1960年代末まで風車マイスターのグロースマンが仕事に従事していた。この風車はその後、住居に改造された。1911年にドゥインゲン消防団が結成された。1977年、アルフェルト (ライネ) 郡廃止に伴い、ドゥインゲンはホルツミンデン郡に編入され、さらに1981年にヒルデスハイム郡に移管された。
ドゥインゲンは、ライネベルクラント地域の一員である。この地域は、LEADERの指針に基づき、ニーダーザクセン州南部の様々な市町村が自発的に結成した共同体である。

### 町村合併
1974年3月1日に施行されたニーダーザクセン州の地域再編に伴い、それまで独立した自治体であったカペレンハーゲンとフェルツィーハウゼンがドゥインゲンに合併した。
2016年11月1日にコッペングラーフェ、ホーヤースハウゼン、マリエンハーゲン、ヴェーンツェンが合併した。同時にザムトゲマインデ・ドゥインゲンは新設されたザムトゲマインデ・ライネベルクラントに統合された。これによりドゥインゲンはザムトゲマインデの行政機関所在地ではなくなったが、新たなザムトゲマインデの支所が設けられている。

## 住民

### 人口推移

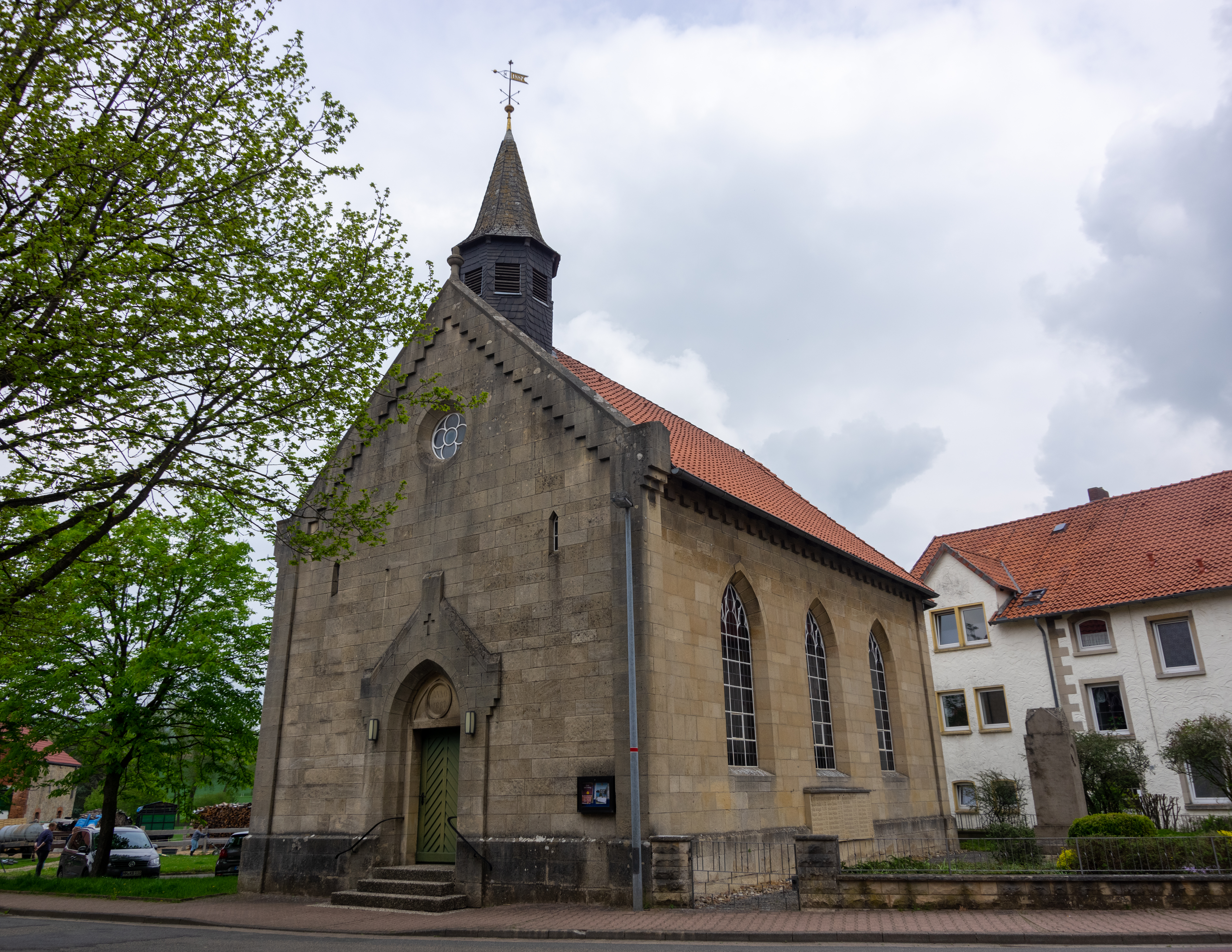
ヴェーンツェンの礼拝堂

| 年   | 人口（人） | 出典   |
| ---- | ---------- | ------ |
| 1885 | 0994       | [ 10 ] |
| 1910 | 1245       | -      |
| 1925 | 1306       | [ 10 ] |
| 1933 | 1453       | [ 10 ] |
| 1939 | 1624       | [ 10 ] |
| 1950 | 3178       | [ 11 ] |
| 1956 | 3007       | [ 11 ] |
| 1973 | 3053       | [ 12 ] |
| 1975 | 03296 ¹    | [ 13 ] |
| 1980 | 03083 ¹    | [ 13 ] |

| 年   | 人口（人） | 出典   |
| ---- | ---------- | ------ |
| 1985 | 2752 ¹     | [ 13 ] |
| 1990 | 2931 ¹     | [ 13 ] |
| 1995 | 3061 ¹     | [ 13 ] |
| 2000 | 3029 ¹     | [ 13 ] |
| 2005 | 3043 ¹     | [ 13 ] |
| 2010 | 2893 ¹     | [ 13 ] |
| 2015 | 2863 ¹     | [ 13 ] |
| 2016 | 5034 ¹     | [ 13 ] |
| 2019 | 4892 ¹     | [ 13 ] |
| 0    | 0          | 0      |

1 12月31日時点の数値。

### 宗教
- 福音主義ルター派のカタリーネン教会は、1735年から1739年にエルンスト・ブラウンの設計に基づいて建設された教会で、牧師館の敷地内にある。この教会共同体はコッペングラーフェの教会共同体およびイート＝ヴェーンツェ＝ブルーフ礼拝堂共同体を管轄し、ヒルデスハイマー・ラント/アルフェルト教区連合に属している。
- カトリックの「善き羊飼い」教会は、1961/61年にヨハネス・ロイターの設計に基づいてエーバート通り沿いに建設された。この教会は2006年からアルフェルトの聖マリエン司祭共同体に属している。
- 新使徒教会（ドイツ語版、英語版）が町の出口のテプファー通りにあった。この共同体は1930年に創設され、1953年に教会堂が完成した。この共同体は、ヒルデスハイム教会管区に属していたが、2014年に閉鎖された。

## 行政

### 議会
ドゥインゲンの町議会は、15議席からなる。

### 首長
ドゥインゲンの町長はクラウス・クルムフス (CDU) である。

### 紋章
ドゥインゲンは、1939年8月22日にハノーファー州長官から紋章を認可された。同年12月9日にアルフェルトの郡長がこれを発表した。
図柄: 青地。緑の三峰の山にとまる、金の爪と嘴を持つ銀のハト。その左上（向かって右上）角に、金の萼と蕊を持つ銀の紋章様式化されたバラの花。
由来: この紋章は17世紀からドゥインゲンの町の象徴として伝わる印章に由来しており、地名（Duwe-nigen/Duwe = Taube = ハト）にちなんでいる。古い印章はしばしば変化があった。かつてハトは左向き（向かって右向き）であったがその後右向き（向かって左向き）になった。その嘴には小枝を加えており、かつてはヤシの葉、その後はオリーブの枝と解釈された。後にこの紋章に、識別のために、様式化されたバラが付加された。当初は紋章の上に描かれていたが、やがて紋章内のハトの背側上側に描かれるようになった。この意匠は貴族家「フォン・ドゥインゲン家」の紋章に由来すると推測される。それは、この家の紋章が金地に3本のバラであったからである。新たに確定した町の紋章は、従来の紋章に倣っているが、配色が変更され、三峰の山が加えられ、ハトの嘴の小枝が省かれた。

## 文化と見どころ
- ドゥインゲン湖沼地（ブルーフ湖、フンボルト湖、ヴァインベルガー湖）町の中心から約 4 km の距離にある。
- ドゥインゲン陶器博物館[17]。

## 経済と社会資本
ドゥインゲンには幼稚園、オーバーシューレ（学校）、基礎課程学校、および2軒のスパーマーケット、1軒の飲料マーケット、屋内プールがある。

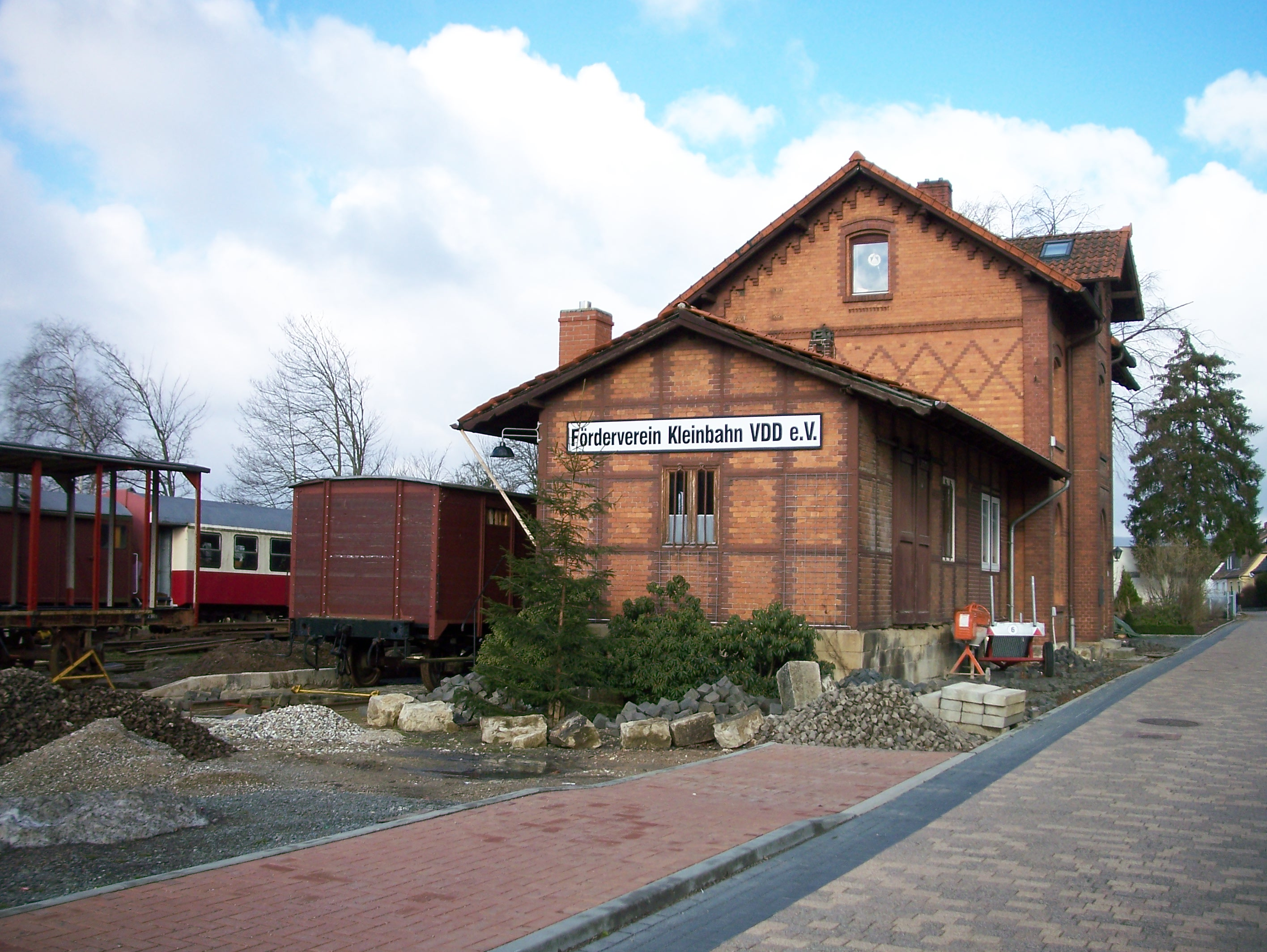
ドゥインゲン駅（軽便鉄道VDD振興協会本部）

### 交通
- ドゥインゲンは連邦道 B240号線沿いにある。
- かつては軽便鉄道フォルダグゼン- ドゥインゲン - デリヒゼン線が通っていた。この路線はすでに営業していないが、軽便鉄道VDD振興協会によってフォルダグゼン方面への保存鉄道が運行している。
- ドゥインゲンは、ヒルデスハイム地域交通のバス路線によって、アルフェルトやテュステ（ザルツヘンメンドルフ）と結ばれている。
- 遊歩道や自転車道がドゥインゲン湖沼地に通じている。

## 人物

### 出身者
- ヨハン・ゲオルク・フォン・エックハルト（ドイツ語版、英語版）（1674年 - 1730年）歴史家、司書。

## 関連図書
- Ralf Busch (1975). Duingen: ein niedersächsischer Töpferort. Veröffentlichungen des Braunschweigischen Landesmuseums 2. Braunschweig
- Ralf Busch (1981). Mittelalterliche und neuzeitliche Töpfereien zwischen Alfeld und Deister. Führer zu vor- und frühgeschichtlichen Denkmälern. Band 48: Hannover, Nienburg, Hildesheim, Alfeld. Teil I: Einführende Aufsätze. Mainz: Verlag Philipp von Zabern. pp. 224–231
- Historisches Museum am Hohen Ufer Hannover. (1986). p. 11
- Ulrich Fliess (1972). Volkskundliche Abteilung. Ausstellungskatalog des Historischen Museums am Hohen Ufer Hannover II. Hannover. pp. 95–98